# 隋朝官制
隋朝官制，上承魏晋南北朝的制度，而有大幅度之改革，在组织上比较完备。职掌、品级、俸、禄的规定也比较具体，是秦汉以来官制的一个总结。对于之后唐朝、宋朝、元朝、明朝、清朝的官制有重大影响。但是，中枢虽五省分设，除了尚书省无事不总以外，其他各省，职掌并不十分明确，直到唐太宗的时候，才建立了分工明确的三省制度。

## 中枢官制
隋朝设三公：太尉、司徒、司空。官高，但多缺位，“朝之众务，总归于台阁”。
- 尚书省掌管政令，所谓“事无不总”。下设尚书令、左右仆射及吏部、礼部、兵部、都官、度支、工部等六曹（部）尚书，合称“八座”。又设尚书左丞、尚书右丞。中枢六部的制度至此基本定型，每部于尚书之下设侍郎若干人，分掌部事，吏部尚书统吏部侍郎二人，主爵侍郎一人，司勋待郎二人，考功侍郎一人。其他各部同样如此。六部共有“三十六侍郎，分司曹务，直宿禁省”。隋炀帝即位，进行改革，尚书省六曹各设待郎一人，作为尚书的副手。”各司侍郎改为郎。唐朝郎改为郎中。
- 门下省，有纳言（为杨忠避讳，改侍中为纳言）、给事黄门侍郎、散骑常侍、谏议大夫等官。统管六局：城门、尚食、尚药、符玺、御府、殿内。隋炀帝时，“分门下、太仆二司、取殿内监名，以为殿内省”。
- 内史省（为杨忠避讳，改中书省为内史省），有内史监、内史令及内史侍郎等官。后来不置内史监。隋炀帝大业十二年（616年）改称内书省。
- 秘书省，有秘书监、秘书丞、秘书郎及校书郎、正字等官。管理著作、太史二曹。隋炀帝时，增设少秘书监，其后秘书监改称秘书令。下辖儒林郎、文林郎等。
- 内侍省，有内侍、内常侍等官，以宦官担任，炀帝时改称长秋监。

炀帝时以尚书、门下、内史、秘书、殿内为五省；以御史、谒者、司隶为三台；以国子、将作、部水、少府、长秋为五监。尚书省设六曹（部）。御史台设有御史大夫、治书侍御史、侍御史、殿内侍御史、监察御史等官。都水台有都水使者、都水丞、参军等官，炀帝时改称都水监，下辖舟楫、河渠二署。隋代所设专司水利之官比前代多。
隋朝九寺，即秦汉之九卿：太常寺、光禄寺、卫尉寺、宗正寺、太仆寺、大理寺、鸿胪寺、司农寺、太府寺等寺。各寺设有卿、少卿、丞、主簿等官。
隋文帝设国子寺，掌管教育，隶属于太常寺，炀帝改为国子监，设国子祭酒、国子司业、国子丞、国子主簿，以及国子博士、太学博士、助教。所属学校有国子学、太学、四门学、书学、算学。隋初学生名额：国子学一百四十人，太学和四门学各三百六十人，书学四十人，算学八十人。炀帝时，国子学的学生没有定员，太学学生五百人。
隋代在某些时候在要地设立行台省，行台有尚书令、仆射、尚书、侍郎等官是朝廷的临时派出机构。炀帝杨广在即位前，曾任河北道行台尚书令、淮南道行台尚书令。
隋代的封爵有九等：国王、郡王、国公、郡公、县公、侯、伯、子、男。隋炀帝大业三年（607年）推行《大业令》，旧有五等封爵全部削除，改行王、公、侯三等爵，不再开国，除国令改为家令外，其馀国官均被废除。隋末恢复旧制九等爵。

## 地方官制
隋代初设州、郡、县三级，开皇三年废郡。炀帝时改州为郡。州的长官称为刺史，郡的则为太守。州分九等（上上州、上中州、上下州、中上州、中中州、中下州、下上州、下中州、下下州），郡也分九等，炀帝时改为上中下三等。县分九等，官员有县令、县丞、县尉等。炀帝时，诸郡各加置通守一人，位次于太守。

## 军事官制
隋初沿用北周“府兵制”，设十二卫：左右卫、左右武卫、左右武侯、左右领左右、左右监门府、左右領军府。后改为：左右卫、左右骁卫、左右武卫、左右屯卫、左右御卫、左右候卫。十二卫各置大将军一人、将军二人、总府事，并统领各鹰扬府。十二卫加上左右备身府（原为左右领左右府）、左右监门府，合称“十六府”。
又有上大将军、骠骑將军、车骑将军、四征将军、四平将军等官号。

## 勋官散官
延续北周制度，设十一等勋，以酬功劳。即:上柱国、柱国、上大将军、大将军、上开府仪同三司、开府仪同三司、上仪同三司、仪同三司、大都督、帅都督、都督。炀帝时罢除。
隋朝的散官，规定居曹有职务者为职事官,无职务者为散官。炀帝时确定一品至九品散职之名号，如光禄大夫为从一品，朝从大夫为从五品，建节尉为正六品，立信尉为从九品。
官禄额数，京官正一品禄为九百石下至从八品禄五十石，第九品不给操。地方官的刺史、太守、县令等，以计户给禄，大州刺史大百二十石，大郡太守三百四十石，大县县令一百四十石，下下县为六十石。